# Fèves au lard
Pour les articles homonymes, voir Fève (homonymie).
Les fèves au lard, bines (de l'anglais bean) ou haricots au lard, est un plat québécois de la cuisine traditionnelle paysanne des pionniers, trappeurs, « coureurs des bois », « voyageurs », faite de haricots (et non de fèves au sens européen) et de morceaux de lard, assaisonnés généralement avec de la mélasse ou du sirop d'érable et à cuisson lente au four. De nos jours, elles sont tout particulièrement mangées au déjeuner (équivalent du petit déjeuner en France) et dans les cabanes à sucre du Québec.
Plusieurs établissements nommés « bineries » sont réputées pour faire des fèves au lard leur spécialité. L'un des rares restaurants portant encore cette appellation nom est La Binerie Mont-Royal, à Montréal. 
Ce plat appartient au cycle bostonnais de l'histoire de la cuisine québécoise, c'est-à-dire que le plat dans sa forme actuelle est issu du contact avec la Nouvelle-Angleterre du début du XIXe siècle, plus précisément des Boston baked beans (en). On utilise dans la préparation un haricot rond blanc sec de petite taille, originaire de la Nouvelle-Angleterre (navy bean en anglais), qui a fini par remplacer la gourgane dans la cuisine québécoise commune.

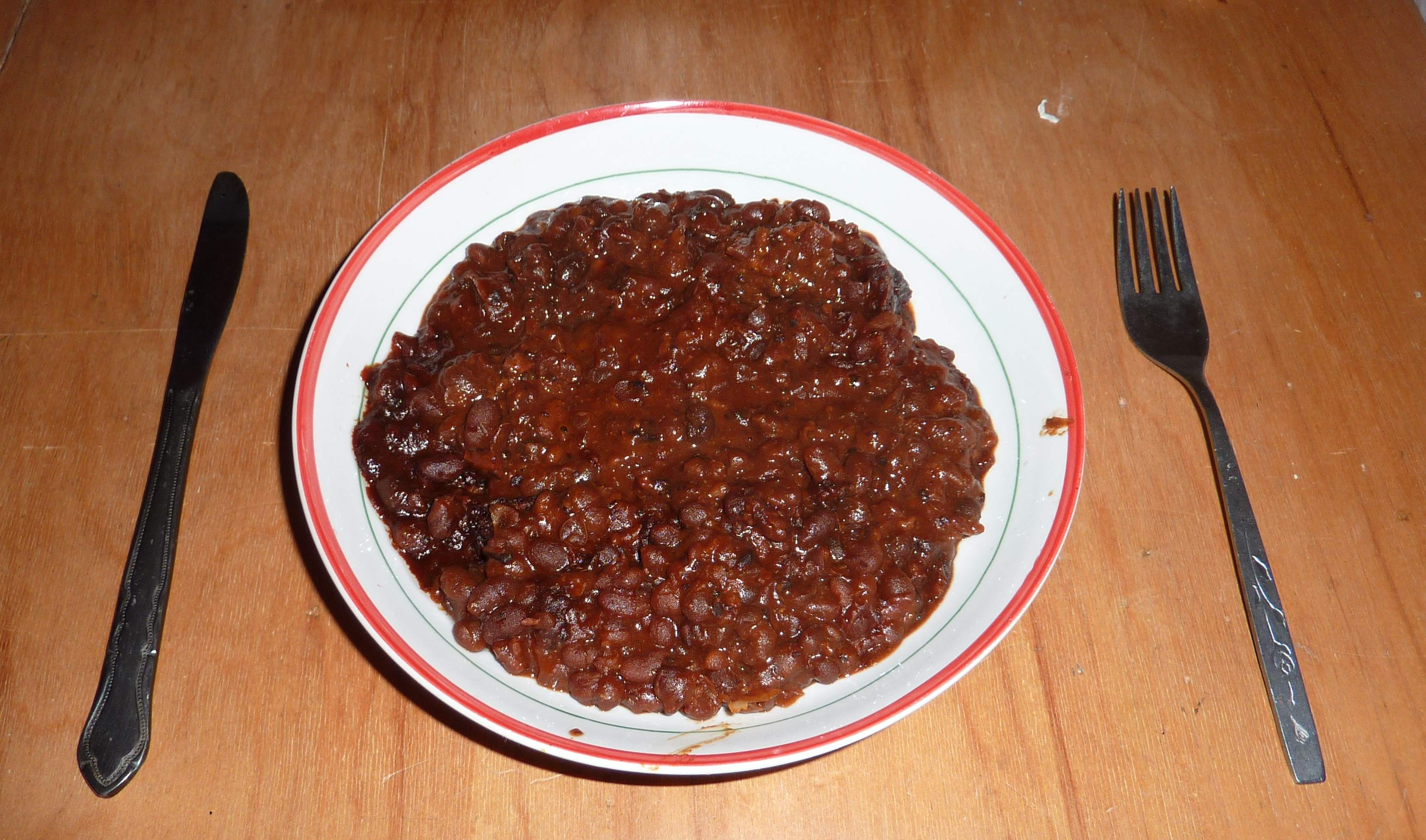
Plat de fèves au lard
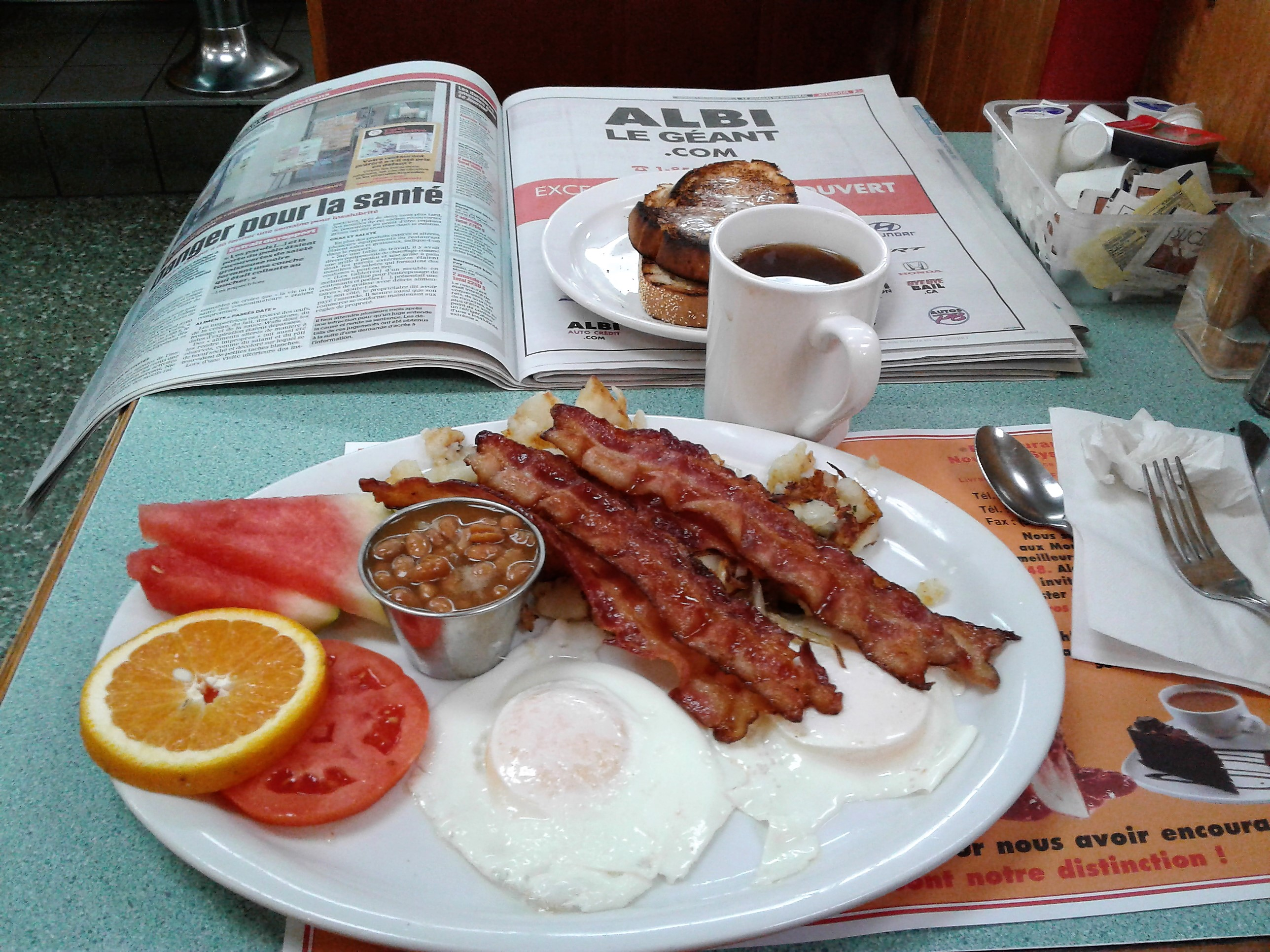
Déjeuner traditionnel servi avec un gobelet de fèves au lard
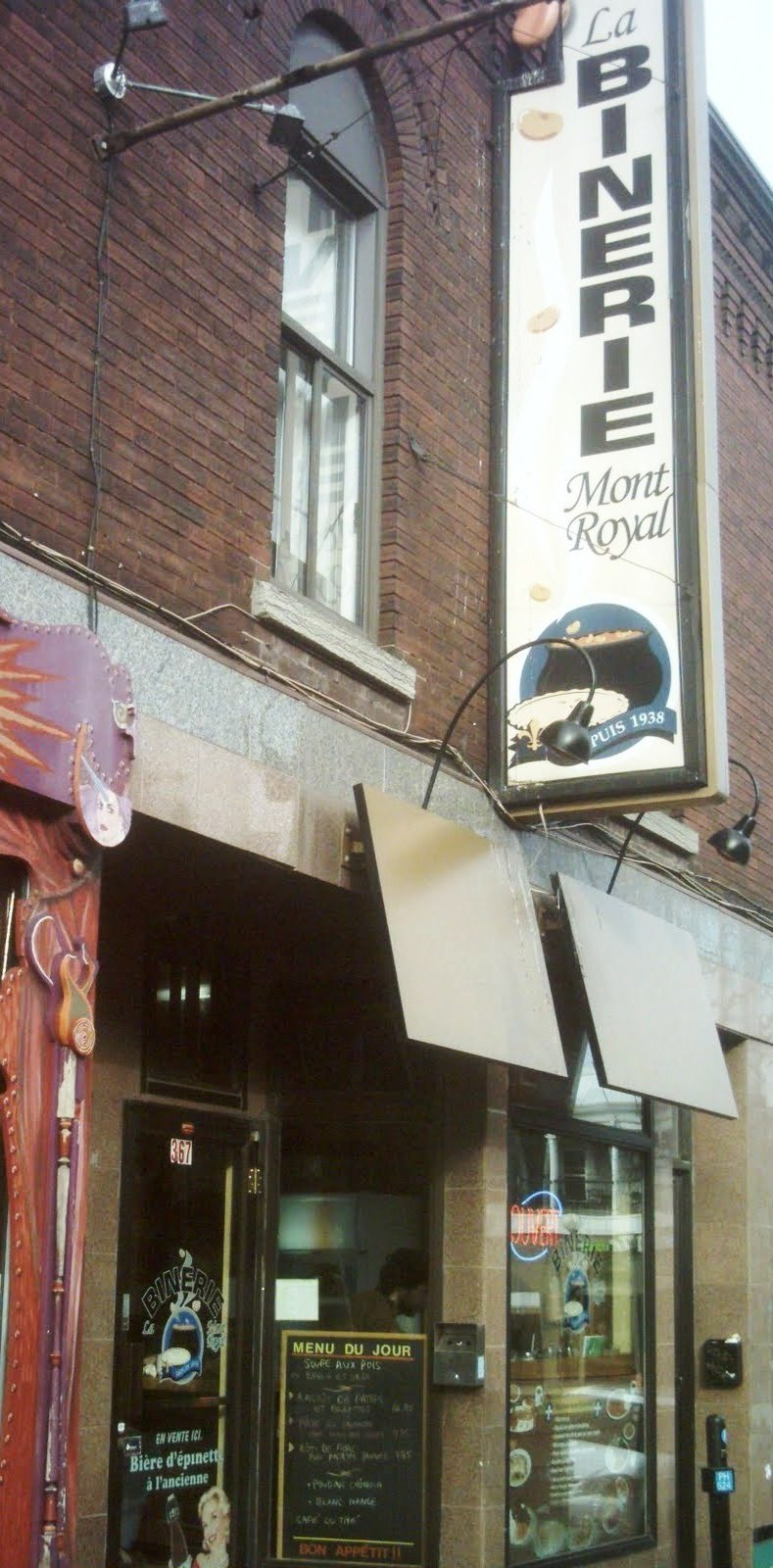
Binerie Mont-Royal